# Дилињидис (Удине)
Дилињидис је насеље у Италији у округу Удине, региону Фурланија-Јулијска крајина.
Према процени из 2011. у насељу је живело 78 становника. Насеље се налази на надморској висини од 605 м.